# Senioria Overijssel
Senioria Overijssel (neerlandeză Heerlijkheid Overijssel) a fost un stat medieval în regiunea Țărilor de Jos. Senioria era una dintre cele șaptesprezece provincii din regiune, iar în urma indepdendenței Republicii Provinciilor Unite devine una dintre statele componente. Teritoriul senioriei corespunde în mare parte cu actuala provincie administrativă Overijssel din Olanda.

## Istoric
Senioria Overijssel făcea parte din teritoriul cunoscut ca Oversticht din cadrul Episcopatului Utrecht. Acesta era un stat component al Sfântului Imperiu Roman, unul dintre episcopatele cu puteri seculare. Între 1336 și 1347 a fost ocupat de Ducatul Geldern împreună cu restul teritoriului Oversticht, dar apoi partea nordică a fost redată episcopiei. Partea sudică, Veluwe, a rămas în componența Ducatului, reprezentând actuala provincie olandeză Gelderland. În secolul XVI episcopatul intră în atenția casei de Habsburg odată cu întărirea poziției acestora în Țările de Jos.
În 1528 episcopul Heinrich este forțat de Împăratul Carol Quintul, suveranul Țărilor de Jos, să renunțe în favoarea sa la drepturile seculare ale episcopatului. Acesta devine astfel senior al Cele șaptesprezece provincii ale Țărilor de Jos, teritoriu care reprezintă aproximativ întreg teritoriul actual al statelor Benelux și nordului Franței. Carol ia titlul de Senior de Overijsel, dând astfel numele actual al regiunii. Fiecare provincie din Țările de Jos era guvernată de stări, o adunare a nobililor și reprezentanților orașelor. La înființarea stărilor provinciei Overijssel acestea erau formate din reprezentanții orașelor hanseatice Deventer, Kempen și Zwolle precum și de nobilii din Salland, Twente și Vollenhove.
În timpul domniei lui Filip al II-lea al Spaniei, fiul și moștenitorul lui Carol, are loc izbucnirea Războiului de optzeci de ani, conflict în care provinciile nordice, majoritar protestante ale Țărilor de Jos se răscoală contra monarhului autoritar, catolic spaniol. În 1579, provinciile rebele semnează Uniunea de la Utrecht, actul de uniune a provinciilor din Nord, împotriva monarhiei spaniole. Provincia Overijsel este printre ultimii semnatari, semnând actul doar în 1580. În timpul conflictului, mare parte din teritoriul senioriei este reocupat de trupele spaniole, dar prin pacea din 1648 se recunoaște apartenența senioriei la Republica Provinciilor Unite ale Țărilor de Jos. Statul era o confederație în care puterea executivă și legislativă a revenit stărilor provinciei iar puterea executivă era exersată de șeful stărilor, numit stadhouder.
În timpul celui de al treilea război anglo-olandez, între 1672 și 1674 provincia este ocupată de trupele Principatului Münster, lucru care duce la întărirea puterii stathouderilor. La sfârșitul secolului XVIII Republica Olandeză este cuprinsă de o serie de mișcări de protest care vor culmina cu invazia trupelor revoluționare franceze ce instaurează o nouă republică, Republica Batavă. Teritoriul acesteia este reorganizat, Provincia Overijssel este desființată și înlocuită cu departamente după modelul francez.